# Bastiaan Vroegop
Bastiaan Vroegop (1988) is een Nederlandse journalist werkzaam bij NRC, Gamer.nl en Bright. Hij maakt verhalen over videogames, internet, privacy en technologie. Eerder werkte hij ook bij Algemeen Dagblad en NU.nl. Hij presenteerde daarnaast meerdere podcasts.

## Loopbaan
Vroegop studeerde Journalistiek en Fotografie aan ROC Friese Poort in Drachten en liep in 2009 en 2011 stage bij Power Unlimited en Bright. Na zijn studie begon hij als techjournalist bij Apple-website iCulture. In 2015 stapte hij over naar NU.nl, waarna hij in 2021 voor DPG Media techjournalist bij Algemeen Dagblad en NU.nl werd.
Sinds 2011 was Vroegop mede-presentator van de Nederlandse podcast Gamebites, die in 2022 als eerste gamepodcast werd toegevoegd aan het archief van het Nederlands instituut voor Beeld & Geluid. Hij presenteerde van 2016 tot en met 2019 de podcast de Week van NUtech. Sinds 2022 maakt hij de gamepodcast Spelkost.
In 2016 schreef Vroegop ook columns voor de website van consumentenprogramma Radar. Hij was onderdeel van de jury voor de Dutch Game Awards in 2021 en 2022.